# Comitatul Williams, Ohio
Comitatul Williams, conform originalului din limba engleză, Williams County, este unul din cele 88 de comitate ale statului american Ohio. Conform recensământului Census 2000, populația totală era de 39.188. de locuitori. Comitatul a fost denumit după David Williams, unul dintre cei care l-au capturat pe John André în timpul Revoluției americane.Sediul comitatului este localitatea Bryan. GR6.

## Date geografice
Comitatul se află amplasat în colțul nord-vestic al statului Ohio, fiind mărginit la nord de statul Michigan și la vest de statul Indiana. Comitatul se întinde pe o suprafață de 1.096 km² din care 3 km² este apă. Comitatele vecine, considerate în sens orar, de la nord, sunt Hillsdale, Fulton, Henry, Defiance, De Kalb și Steuben.